# Humberto Sorí Marin
Humberto Sorí Marin, född 1915, död 20 april 1961, var en kubansk revolutionär och jurist.
Efter att ha varit politisk verksam inom Autentiska partiet blev Marin involverad i Fidel Castros 26 juli-rörelse. Han var under gerillakriget i Sierra Maestra verksam med att formulera den juridiska basen för den nya regimen, bland annat en jordreform.[källa behövs] Vidare  bidrog han till att skapa ett ramverk för de revolutionstribunaler som efter 26 juli-rörelsens intåg i Havanna den 1 januari 1959 skulle åtala och döma representanter för Batistaregimen. Han presiderade bland annat vid rättegången mot översten Jesus Sosa Blanco, som avrättades efter en offentlig rättegång på Havannas fotbollsstadium. Under delar av 1959 var han jordbruksminister i Castros regering.
Efter meningsskiljaktigheter med Castro rörande kommunisternas inflytande sedan Huber Matos, kommandant för den revolutionära armén i Camagüey, fängslats i oktober 1959 gick Marin och flera andra revolutionärer (bland annat expresidenten Carlos Prio Socarras) i exil i USA och Mexiko.[källa behövs]
I maj 1960 grundade Marin där Frente Revolucionario Democratico, FRD, med syfte att störta Castro, som Marin menade utvecklats till en diktator.[källa behövs] Marin återvände som del av den misslyckade Grisbuktsinvasionen 1961 och togs tillfånga. Sedan han identifierats avrättades han i Havanna genom arkebusering.